# Архітектурна модель

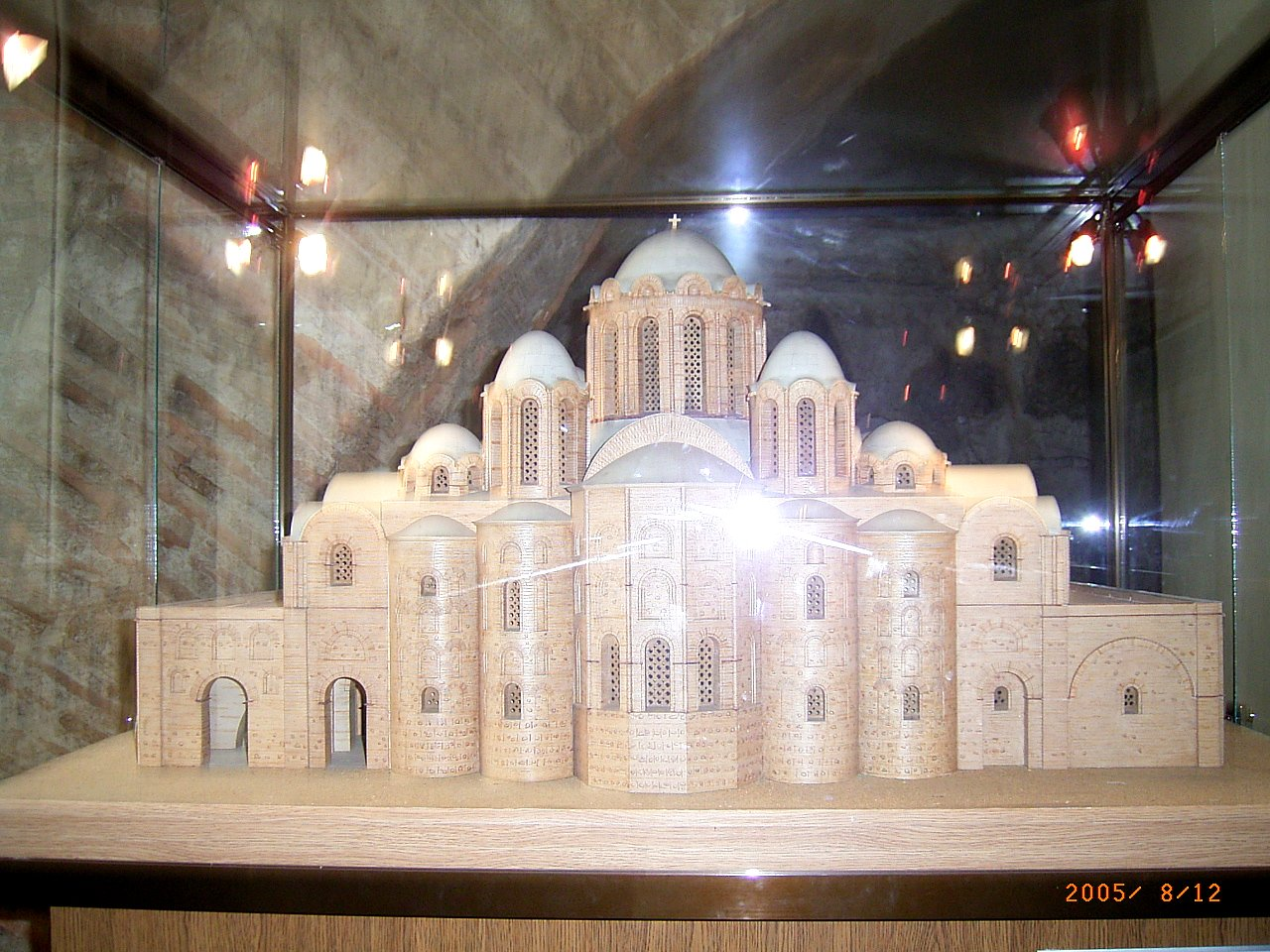
Архітектурна модель Софійського собору, Київ

Архітектурна модель — відтворення в допоміжному матеріалі, легкому в обробці, деталей, фрагментів чи цілої архітектурної споруди на етапі проєктування, пізнання чи вивчення об'єкта перед будівництвом чи реставрацією. Архітектурна модель виконується з урахуванням якогось масштабу відносно реальної будівлі, що спрощує її виготовлення, вивчення та пересування.

## Історія

### Матеріали

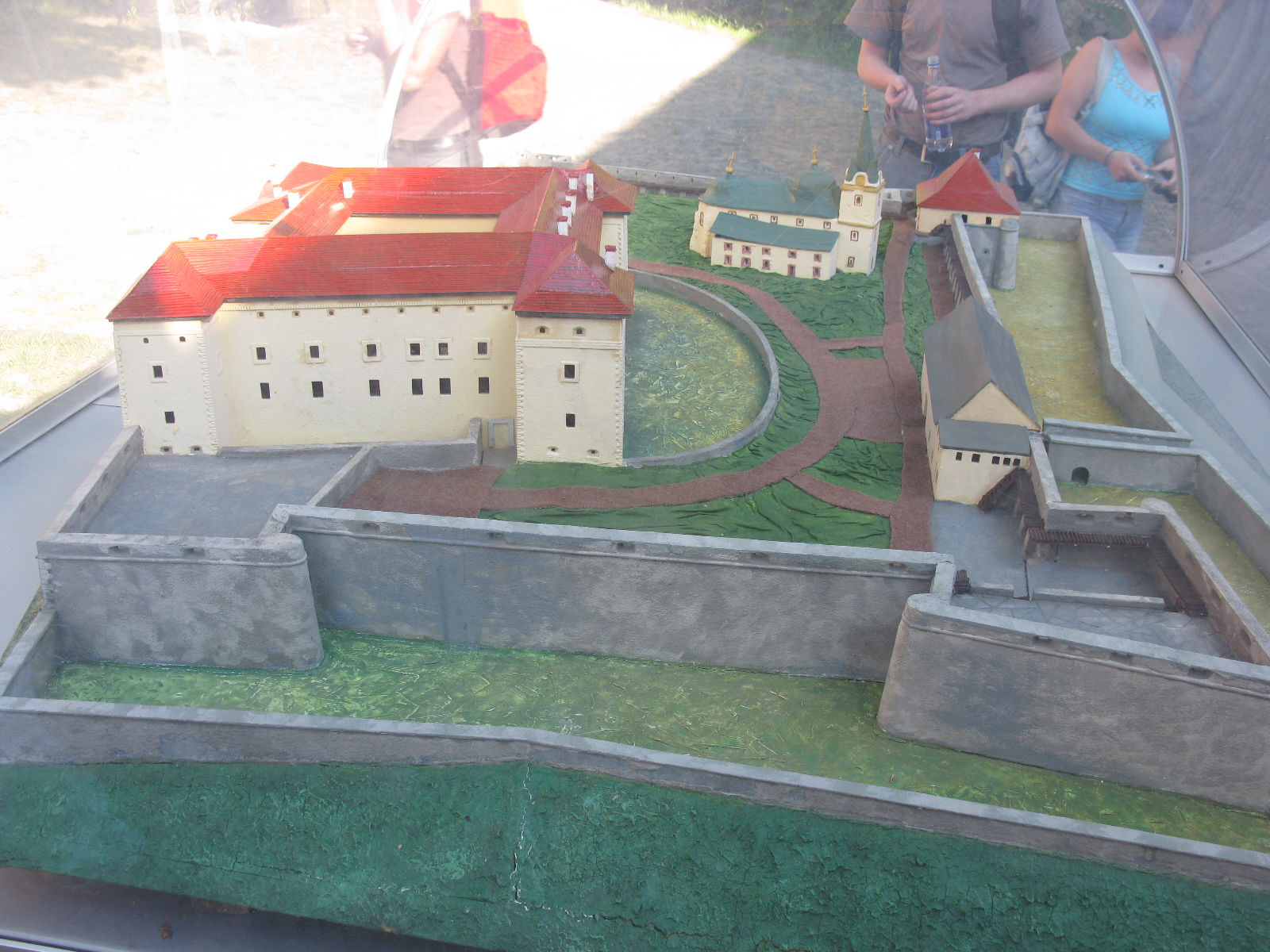
Україна, Ужгородський замок. Архітектурна модель з відтворенням давно зруйнованої церкви.

Найчастіше використовують допоміжні та легкі в обробці матеріали, але зустрічаються моделі, створені і з металів, що потребує фахових технологій. Серед допоміжних матеріалів — липа (дерево липи, що не дає тріщин, легко ріжеться та фарбується), а також
- пап'є-маше,
- гіпс,
- пробка дуба,
- картон,
- пінопластові і пінополістирольні плити,
- пластик,
- їхня комбінація,
- метали.

### Архітектурні моделі доби готики

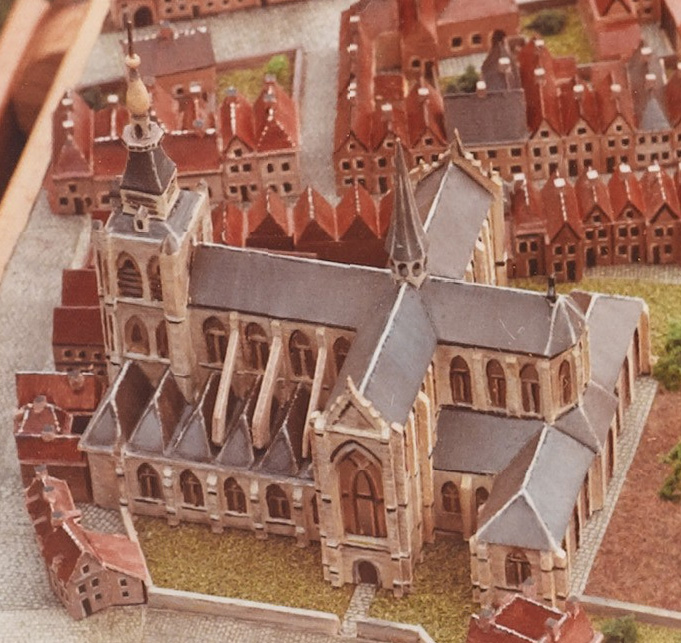
Готична церква Св. Гертруди, Нідерланди.

Особливого значення архітектурні моделі набули в добу готики, коли архітектура значно ускладнилася, потребувала інженерних знань та навичок. Але проєктування та математичне обчислювання ще значно відставало від потреб архітекторів. Відомо, що архітектори Франції виготовляли фрагменти майбутніх частин храмів на кожному етапі будівництва готичного собору. Моделі також були потрібні для пояснень, що треба опрацювати на конкретний момент та для навчання новоприбулих чи молодих будівників.
Так, до 20 століття дійшли модель готичної церкви Сен Маклу, що була побудована в місті Руан та модель церкви Св. Михайла в місті Гільдесгайм 1001 року.

### Архітектурні моделі доби Відродження
Будівництво усіх важливих споруд доби італійського Відродження теж не обходилось без архітектурних моделей. Готичний в первісних формах храм Санта Марія дель Фйоре у Флоренції будували декілька століть. Але храм так і не отримав завершення — купола. Проєкт купола спочатку на архітектурній моделі розробив засновник вже нової, ренесансної за характером архітектури — Філіппо Брунеллескі. Модель купола переконала супротивників ідеї, справила значне враження на сучасників. А модель архітектурного ліхтаря на куполі досі зберігається в музеї собору Санта Марія дель Фйоре.

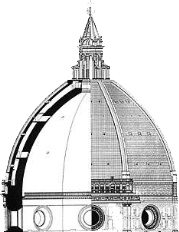
Проєкт куполу за Філіппо Брунеллескі

Етапним для архітектури Італії та Західної Європи було проєктування та будівництво собору Св. Петра в Римі. До проєктування та будівництва були залучені найкращі архітектори Італії, серед яких
- Донато Браманте
- Рафаель Санті
- Мікеланджело
- Віньола
- Джакомо делла Порта

Але втіленню грандіозного проєкту передувала модель з дерева, яку виготовив архітектор Антоніо да Сангалло. Ця модель створена в масштабі 1:30. Навіть у цьому масштабі модель вища за зріст дорослої людини.
У 1539 р. Антоніо да Сангалло почав працювати над дерев'яною моделлю і помер через 7 років. До перебудов залучили Мікеланджело, що вніс значні корективи в проєкт, підсиливши конструкцію та емоційну напруженість архітектури собору. Так модель Антоніо да Сангалло перестала відтворювати реальну архітектуру собору, змінену Мікеланджело, але стала історичною та мистецькою пам'яткою доби, покажчиком архітектурних пошуків. У розібраному стані дерев'яна модель Антоніо да Сангалло зберігається в самому соборі досі.

### Зразки архітектурних моделей

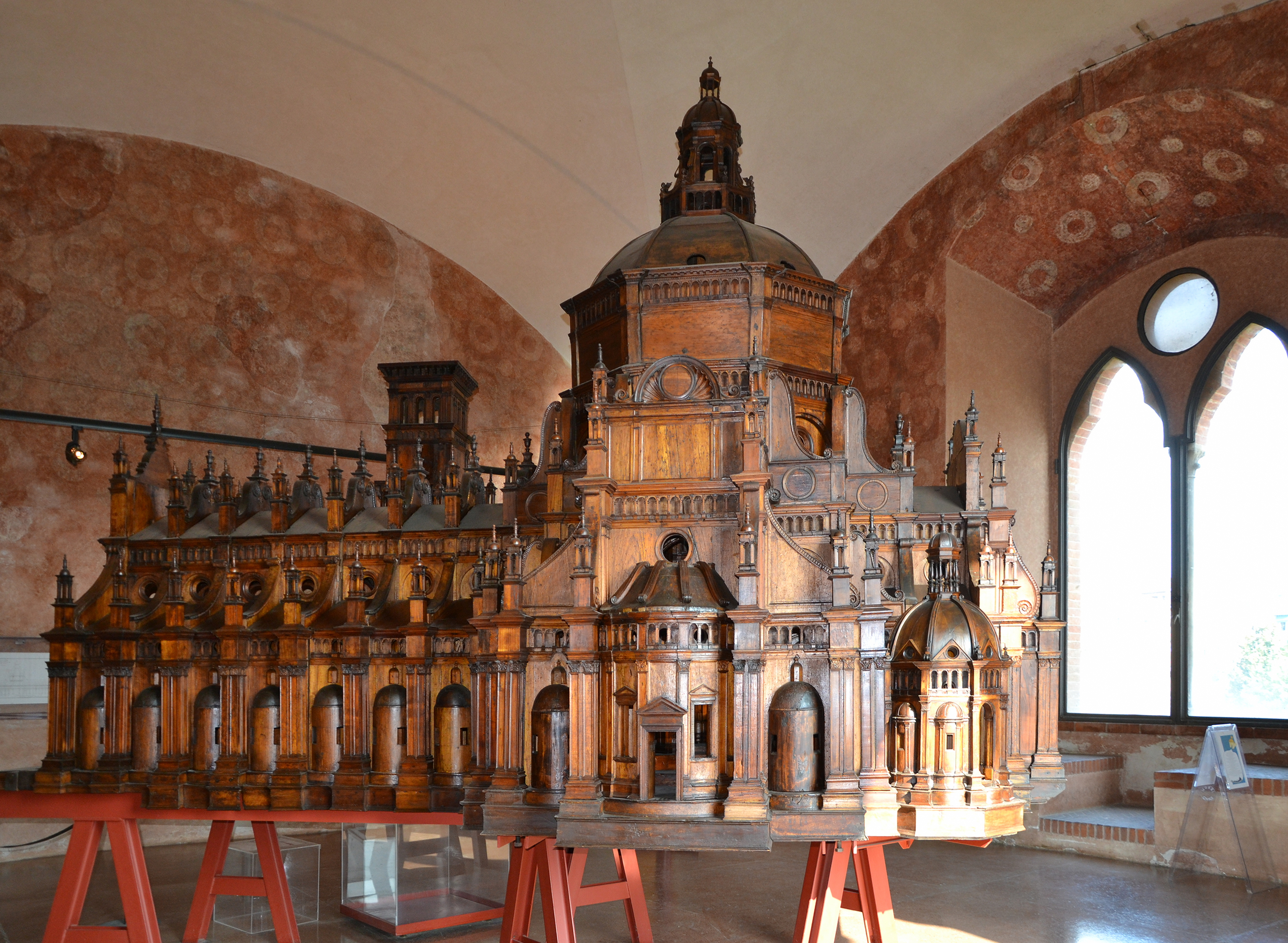
Катедральний собор для міста Павія, тривимірна модель з деревини
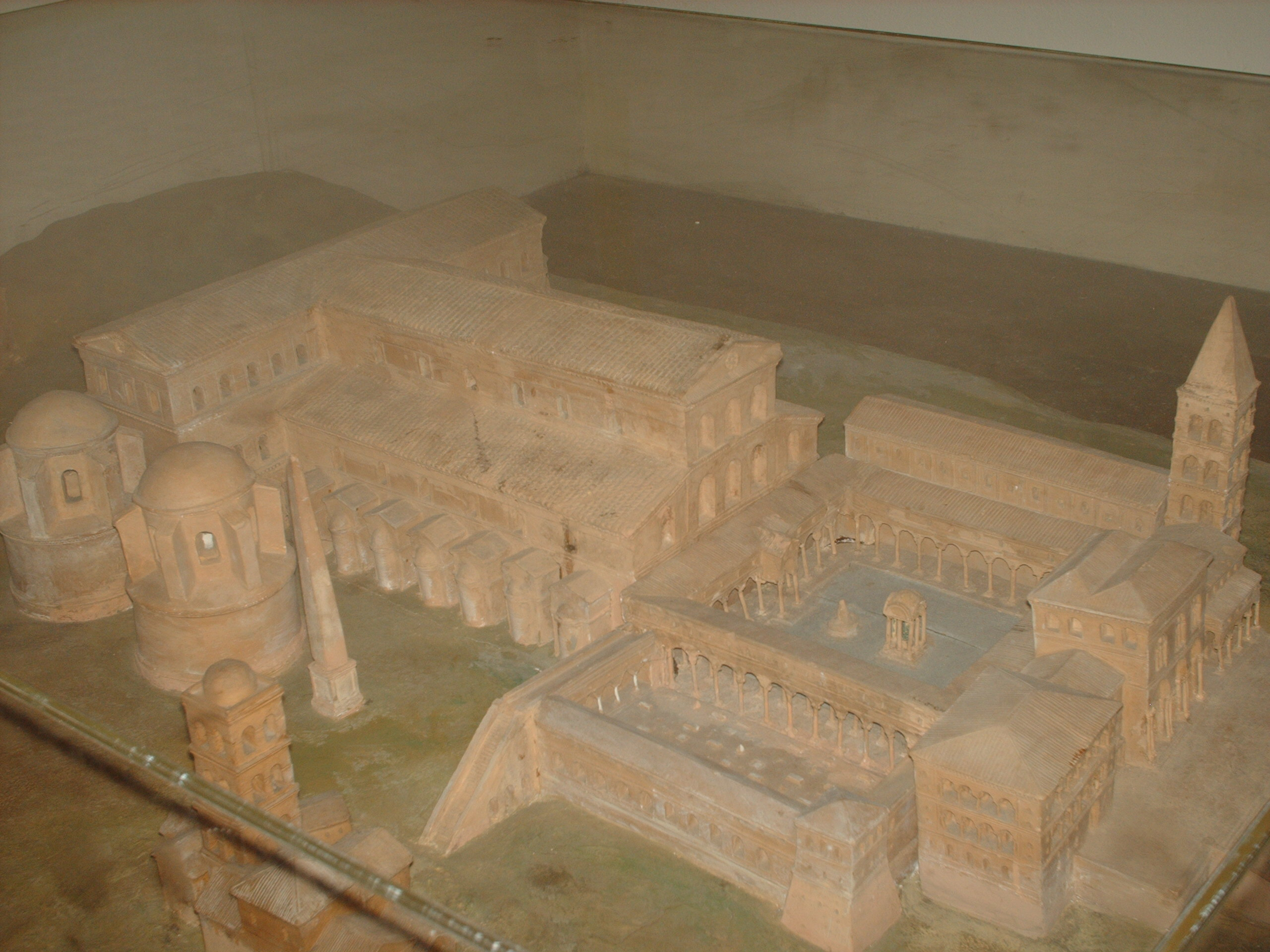
Модель базиліки Св. Петра, розібраної заради побудови сучасного собору Св. Петра
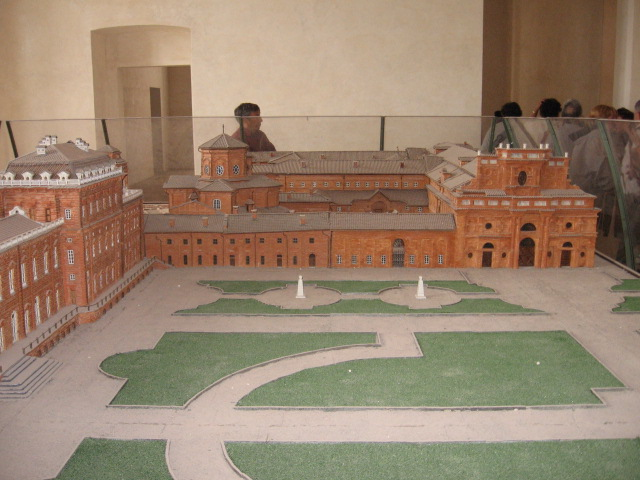
арх. Філіппо Ювара. Модель барокового замку в Ріволі, Італія
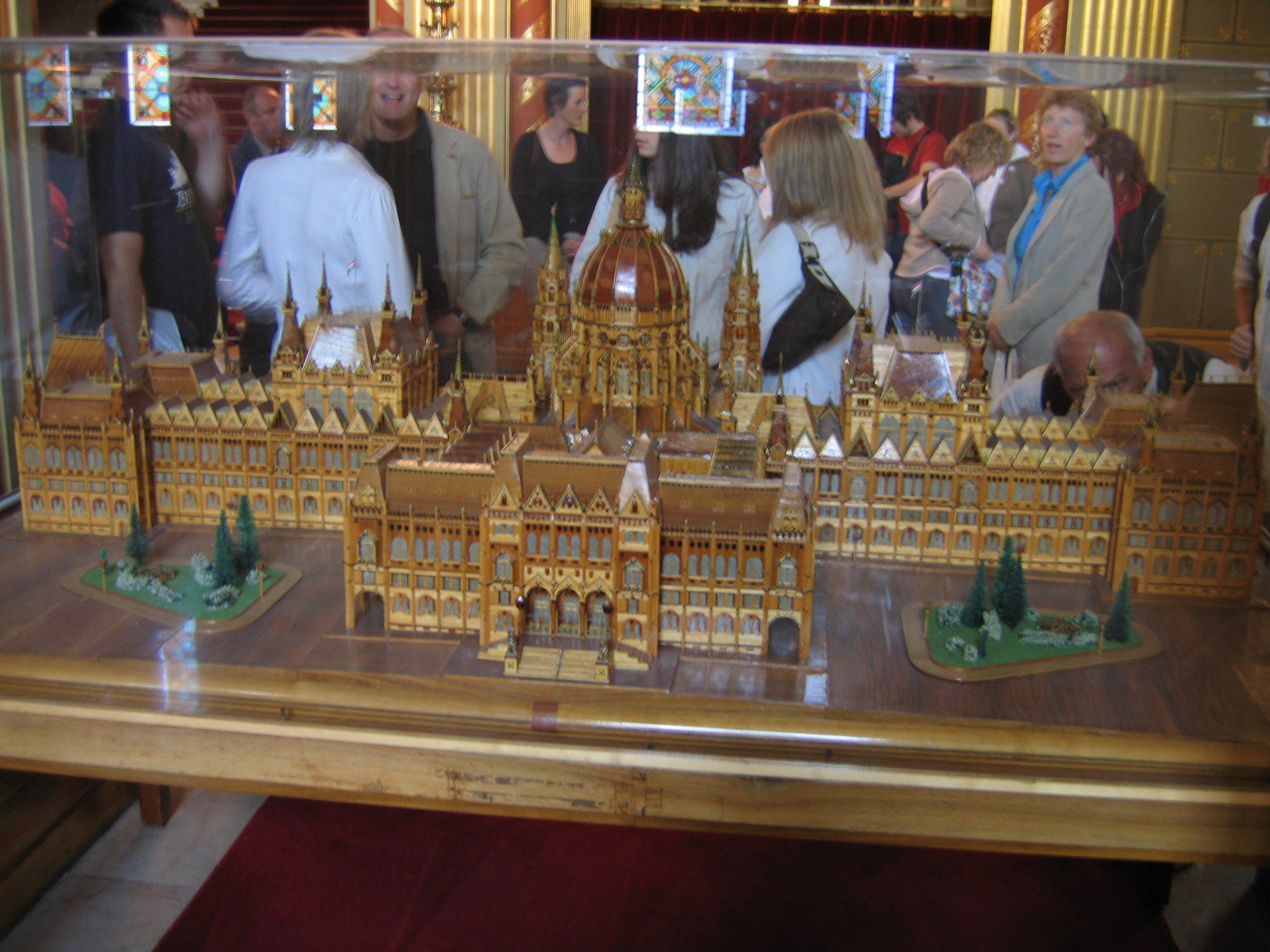
Дерев'яна модель будинку Парламенту в Будапешті, неоготика.

### Архітектурна модель— музейний об'єкт

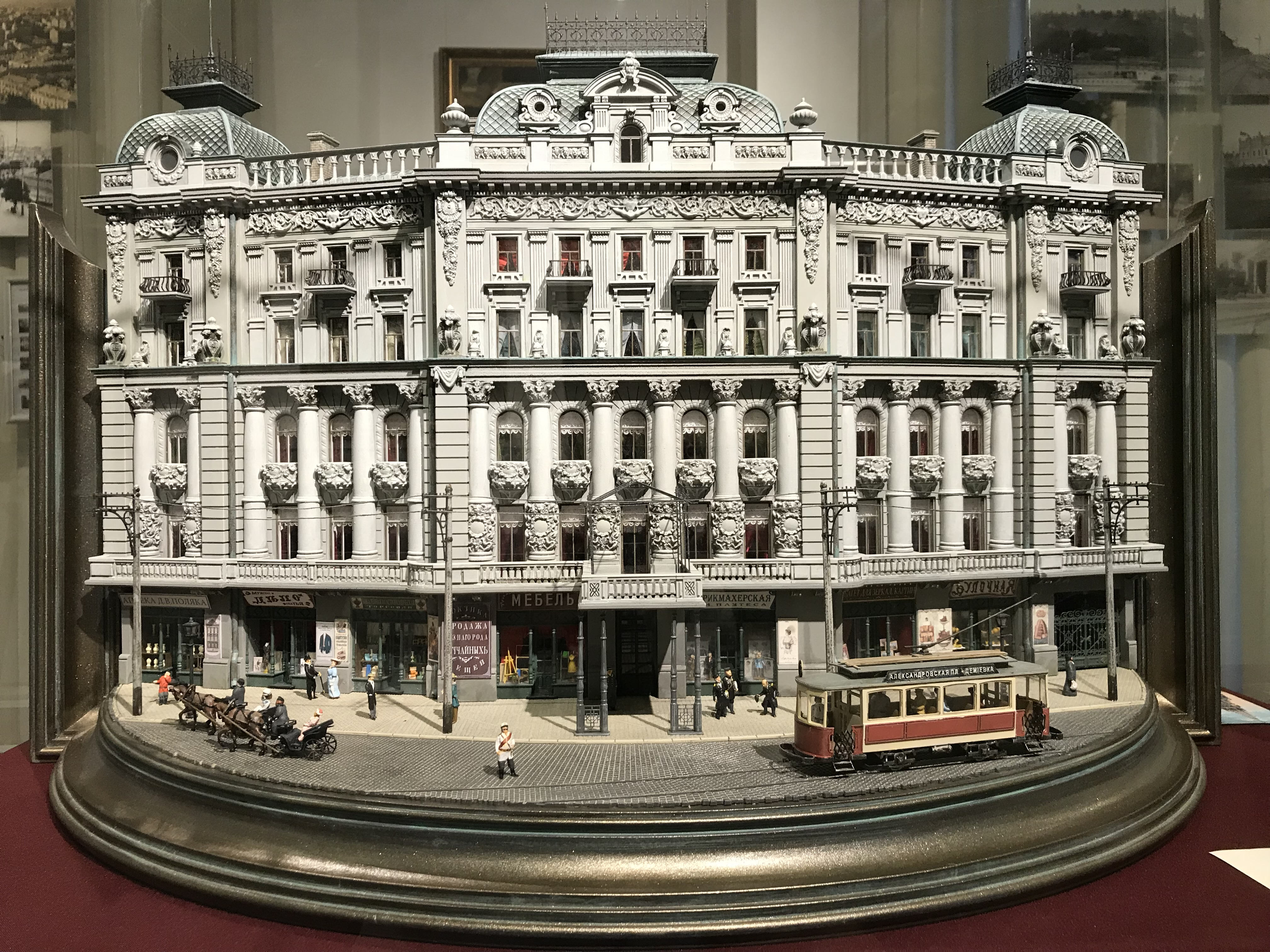
Макет прибуткового будинку по вул. В. Васильківська, 25. Музей історії міста Києва

В часи офіційної підтримки та пропаганди класицизму, імператриця Катерина ІІ замовила в Римі моделі архітектурних споруд Стародавнього Риму. Замову отримав італійський майстер Антоніо Кікі у 1770-ті роки, що виготовив більш ніж 30 моделей споруд доби римської імперії. Для моделей архітектурних споруд Антоніо Кікі використав пробку, фактура якої добре відтворювала пошкоджену часом та байдужими людьми поверхню будівель. Пофарбований в зелене та скульптурно оброблений гіпс відтворював дику рослинність, що роками росла на руїнах. Моделі були укріплені на дерев'яних постаментах і слугували окрасою палацових інтер'єрів. Серед моделей Антоніо Кікі — * Колізей
- Триумфальна арка імператора Тіта
- Пантеон
- Театр Марцелла
- Триумфальна арка імператора Костянтина тощо. Всі вони — давно експонати музею Ермітаж.

Архітектурні моделі — давно предмет колекціонування музеями. Особливу мистецьку вартість мають колекції архітектурних моделей академій мистецтв, архітектурних музеїв, реставраційних майстерень тощо.

### Архітектурна модель в живопису

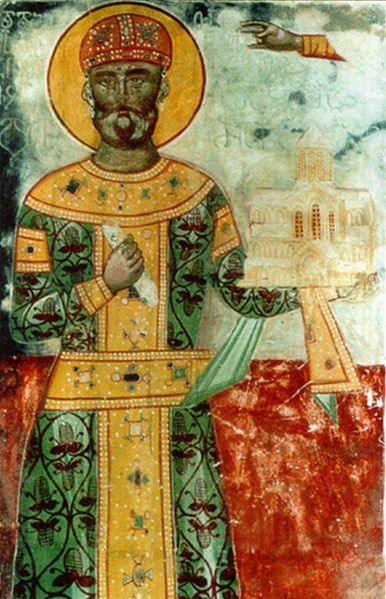
Цар Давид Будівник на фресці храму Гелатського монастиря, Грузія

В добу середньовіччя особливе поширення мав портрет на храмових фресках володаря (іноді — багатого донатора) з архітектурною моделлю храму в руці. Модель не завжди точно відтворювала реальні форми церкви або мала лише вотивний характер. Подібна фреска мала урочистий характер і доводила християнські чесноти вельможного дарувальника.
Нечасто, але і архітектурна модель ставала предметом зображення в живопису в новітні часи. Під час створення портрету архітектора Перроне художник Олександр Рослін подав його у власній майстерні з архітектурною моделлю в руках — (Портрет архітектора Перроне з дружиною).
Архітектурна модель стала головною в натюрморті пензля Ендрю Ваєта в картині « Модель дзвіниці» 1978 року.

### Туристична атракція

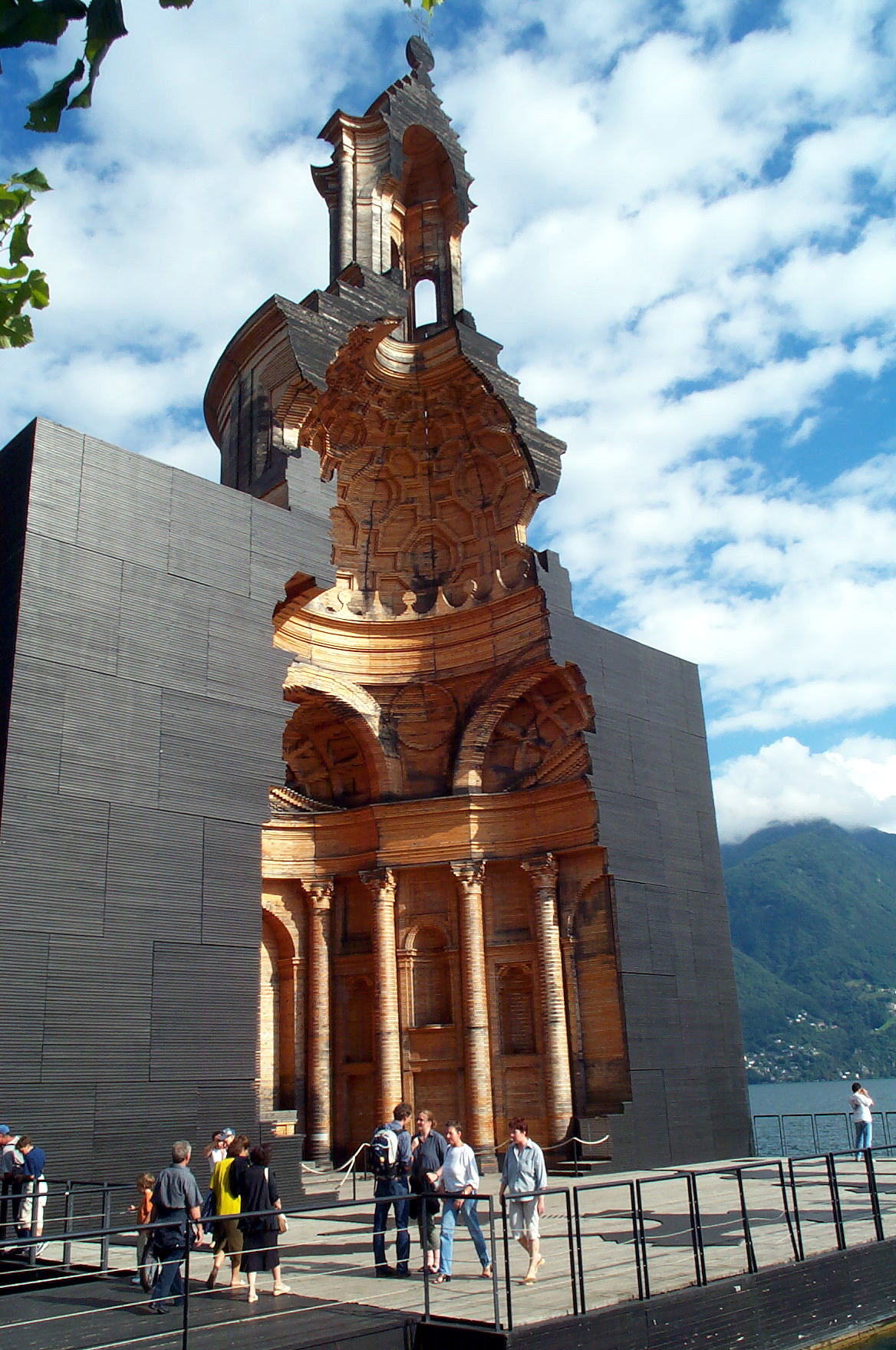
Половинна архітектурна модель відомої споруди архітектора Франческо Борроміні у Швейцарії

Пошук нових архітектурних атракцій для приваблення туристів спонукає до появи нових об'єктів відвідин. З'явилися мініпарки архітектурних моделей відомих архітектурних споруд різних країн в одному місті чи навіть обігравання однієї широко відомої архітектурної пам'ятки далеко від її історичного розташування (половина церкви Сан Карло у чотирьох фонтанів, що в Римі, побудована в Лугано, Швейцарія.)